# Vincenzo Milano
Vincenzo Milano (Napoli, 14 ottobre 1907 – Napoli, 18 dicembre 2000) è stato un calciatore, ciclista su strada, rugbista a 15 e dirigente sportivo italiano.

## Biografia
Fu calciatore dell'Unione Sportiva Mercato, ciclista dilettante per il Velo Club Napoli (dal 1924 al 1935 e varie volte campione regionale su pista, oltre che secondo alla Coppa Caivano 1935 su strada) e giocatore di rugby (1935-1949). 
Nella primavera del 1944 fu accompagnatore, allenatore e dirigente della S.S. Napoli di Arturo Collana. A causa di dissidi interni, poche settimane dopo Di Costanzo, Pastore e lo stesso Vincenzo, con i fratelli Alfonso (1905) e Domenico (1919) fondarono l'U.S. Internaples nel rione Ferrovia. La squadra giocava nel campo di Piazza Nazionale. Ne fu presidente sino al 1950. L'U.S. Internaples poi si fuse con il G.S. Milano Sport in U.S. Internaples Milano Sport.  
Nel biennio 1943-44 fu commissario straordinario del Comitato campano della Federazione Ciclistica Italiana. Fu giocatore di rugby delle squadre partenopee GUF Napoli e Vigili del Fuoco dal 1936 al 1949, con le quali vinse il campionato di Serie B e indossò la maglia azzurra a Milano in Italia-Germania e a Roma in Italia-Romania. Fu anche arbitro di calcio e consigliere della Lega regionale di calcio (1944-1952).
Nel 1971 fu designato della Stella al merito d'argento CONI.
Vincenzo ebbe due figli: Ernesto (1937), professore di Educazione fisica e preparatore atletico del Napoli di Maradona, e Domenico (nel 1967 aprì il negozio storico “Cicli Milano Sport”, poi “Milano Cicli” in Corso Novara 86). Quest'ultimo ebbe due figli, Vincenzo e Carlo, che hanno poi gestito il negozio del padre e la società sportiva U.S. Internaples Milano Sport.